# Borșa-Crestaia
Borșa-Crestaia – wieś w Rumunii, w okręgu Kluż, w gminie Borșa. W 2011 roku pozostawała niezamieszkana.